# Finca Modelo
La Finca Modelo fue la primera área recreativa y deportiva en la ciudad salvadoreña de Santa Ana. Fue construida en 1901 por iniciativa del gobernador del departamento de Santa Ana Nicanor Fonseca y su levantamiento fue obra del  ingeniero Alberto Wadel.
Fue construida en un terreno que había sido propiedad de Josefa Pérez de González. Originalmente, el campo tenía pistas para hipódromo, una laguna artificial, jardines y bancos. Posteriormente se construyeron canchas, la mayoría para la práctica del fútbol.
Desde 1947 fue la sede y lugar de entrenamiento del equipo de fútbol local Club Deportivo FAS, hasta la inauguración del Estadio Oscar Quiteño el 3 de febrero de 1963. Posteriormente, sobre su terreno fue construido el Complejo Deportivo INDES (Santa Ana). Actualmente cuenta con dos canchas de fútbol, dos de baloncesto, una cancha de béisbol, y una piscina para practicar natación